# Schnitzkogel
Der Schnitzkogel (2911 m ü. A.) ist ein Berggipfel im Gschlößkamm der Venedigergruppe im Norden Osttirols (Gemeinde Matrei in Osttirol).

## Lage und Aufstiegsmöglichkeiten
Der Schnitzkogel liegt im Osten des Gschlößkamms zwischen dem Wildenkogel (3021 m ü. A.) im Norden und dem Schildkogel (2826 m ü. A.) im Osten. Vom Wildenkogel ist der Schnitzkogel durch die Wildenkogelscharte (2864 m ü. A.) getrennt, im Südosten liegt die flache Schildkogelscharte (2786 m ü. A.), von der der Ostgrat zum Schnildkogel und der Südgrat zum Dabernitzkogel (2969 m ü. A.) verläuft. Östlich des Schnitzkogels liegt zudem das Wildenkees mit einem kleinen Gletschersee, weiter östlich zudem der Wildensee.
Der Schnitzkogel ist eine alpinistisch unbedeutende Schrofenkuppe. Sie ist von der Wildenkogelscharte nach kurzem Aufstieg erreichbar. Die Wildenkogelscharte selbst kann vom Matreier Tauernhaus über den Wildenkogelweg oder von der Badener Hütte erreicht werden.